# Didia Clara
Didia Clara (fl. 193) fu la figlia dell'imperatore romano Didio Giuliano e augusta dell'Impero romano.

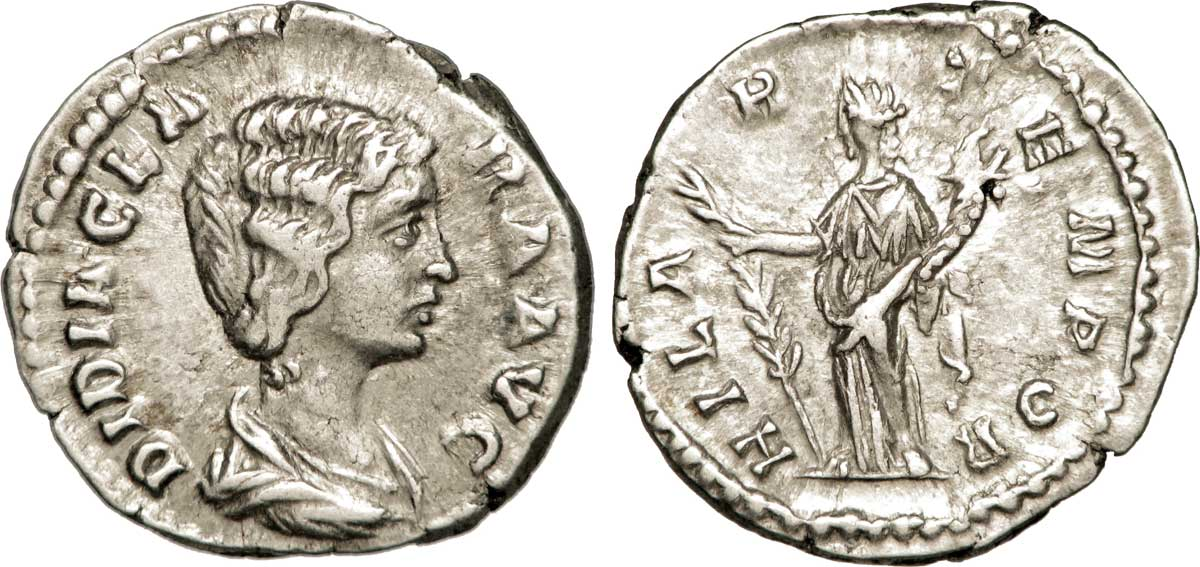
Didia Clara

Figlia di Didio e di Manlia Scantilla, sposò Gaio Cornelio Repentino. Suggerì al padre, in accordo con la madre, di partecipare all'asta alla quale acquistò la porpora dalla Guardia pretoriana. Sempre assieme alla madre raggiunse il padre a palazzo, "come se avessero presagito la fine prossima". Dopo pochi mesi, in cui venne onorata col titolo di Augusta, nelle monete  è associata alla figura dell'Hilaritas (l'Allegrezza giovanile) con in mano cornucopia e palma. 
Quando il padre venne deposto e assassinato, Didia perse il titolo, ma probabilmente non la vita.

### Fonti primarie
- Erodiano, Historiae, ii.6.7
- Historia Augusta Didius Julianus, 3.5, 8.10.